# Nhà kho

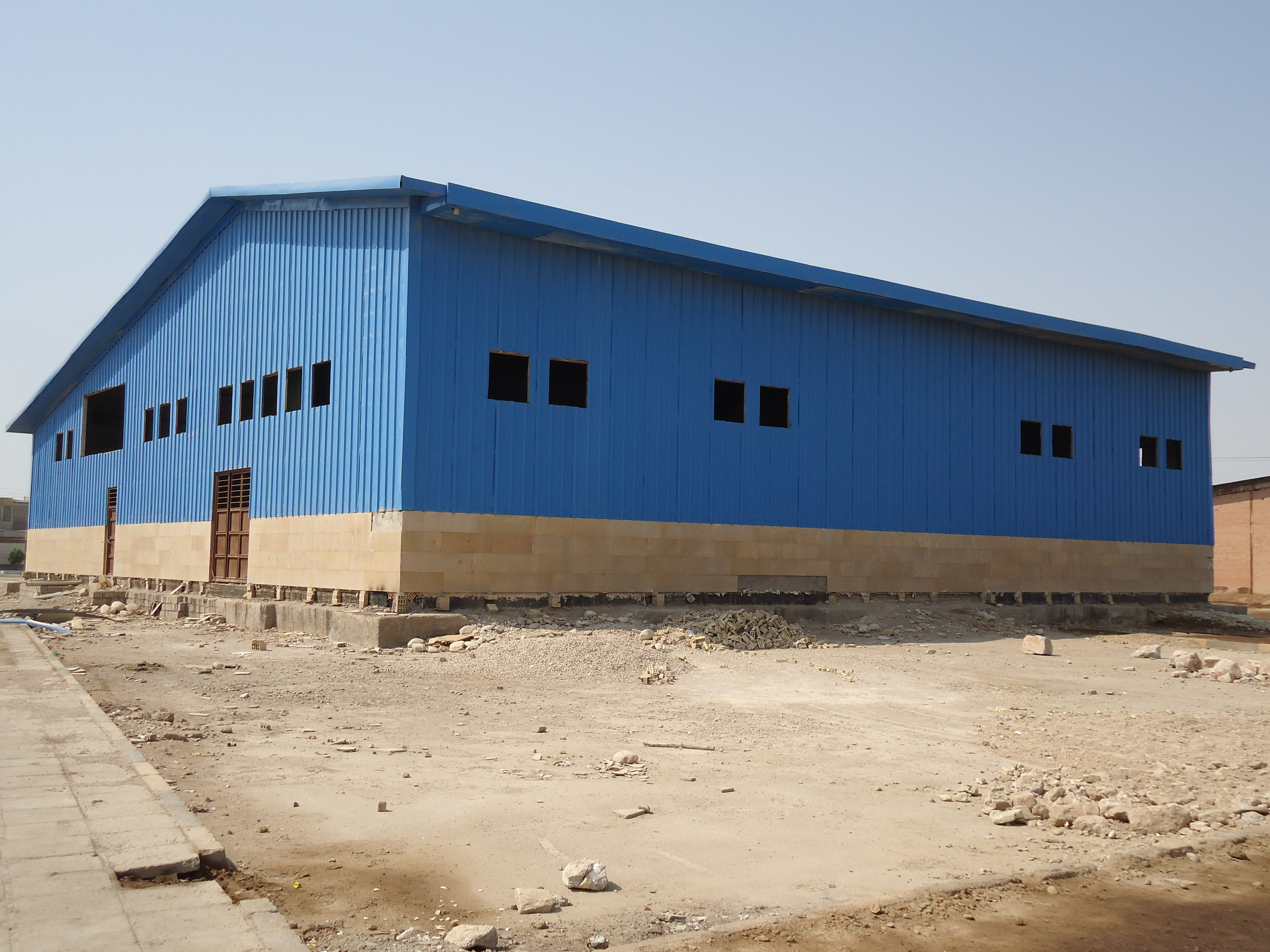
Một nhà kho

Kho hay nhà kho, kho tàng, kho bãi (chữ Hán: Khố) là một tòa nhà được xây dựng trên một địa điểm đạt các điều kiện nhất định để sử dụng cho việc chứa và lưu trữ hàng hoá. Kho được xây dựng bằng các vật liệu như gỗ, đá (thời cổ) và kim loại (sắt, thép, tôn...) trong thời nay. Kho được sử dụng bởi các nhà sản xuất, nhập khẩu, xuất khẩu, buôn bán, vận chuyển, phân phối, các doanh nghiệp, hải quan, các cơ quan nhà nước cho đến các cá nhân vv. Hàng hóa lưu trữ có thể bao gồm bất kỳ nguyên liệu, vật liệu đóng gói, linh kiện, hoặc hàng hóa thành phẩm liên quan đến nông nghiệp, sản xuất, hoặc thương mại....

## Chức năng
- Gom hàng: 
Khi hàng hoá/nguyên liệu được nhập từ nhiều nguồn nhỏ, lẻ khác nhau thì kho đóng vai trò là điểm tập kết để hợp nhất thành lô hàng lớn, như vậy sẽ có được lợi thế nhờ quy mô khi tiếp tục vận chuyển tới nhà máy/thị trường bằng các phương tiện đầy toa/xe/thuyền
- Phối hợp hàng hoá:
Để đáp ứng tốt đơn hàng gồm nhiều mặt hàng đa dạng của khách hàng, kho bãi có nhiệm vụ tách lô hàng lớn ra, phối hợp và ghép nhiều loại hàng hoá khác nhau thành một đơn hàng hoàn chỉnh, đảm bảo hàng hoá sẵn sàng cho quá trình bán hàng. Sau đó từng đơn hàng sẽ được vận chuyển bằng các phương tiện nhỏ tới khách hàng
- Bảo quản và lưu giữ hàng hoá:
Đảm bảo hàng hoá nguyên vẹn về số lượng, chất lượng trong suốt quá trình tác nghiệp; tận dụng tối đa diện tích và dung tích kho; chăm sóc giữ gìn hàng hoá trong kho

## Đặc điểm

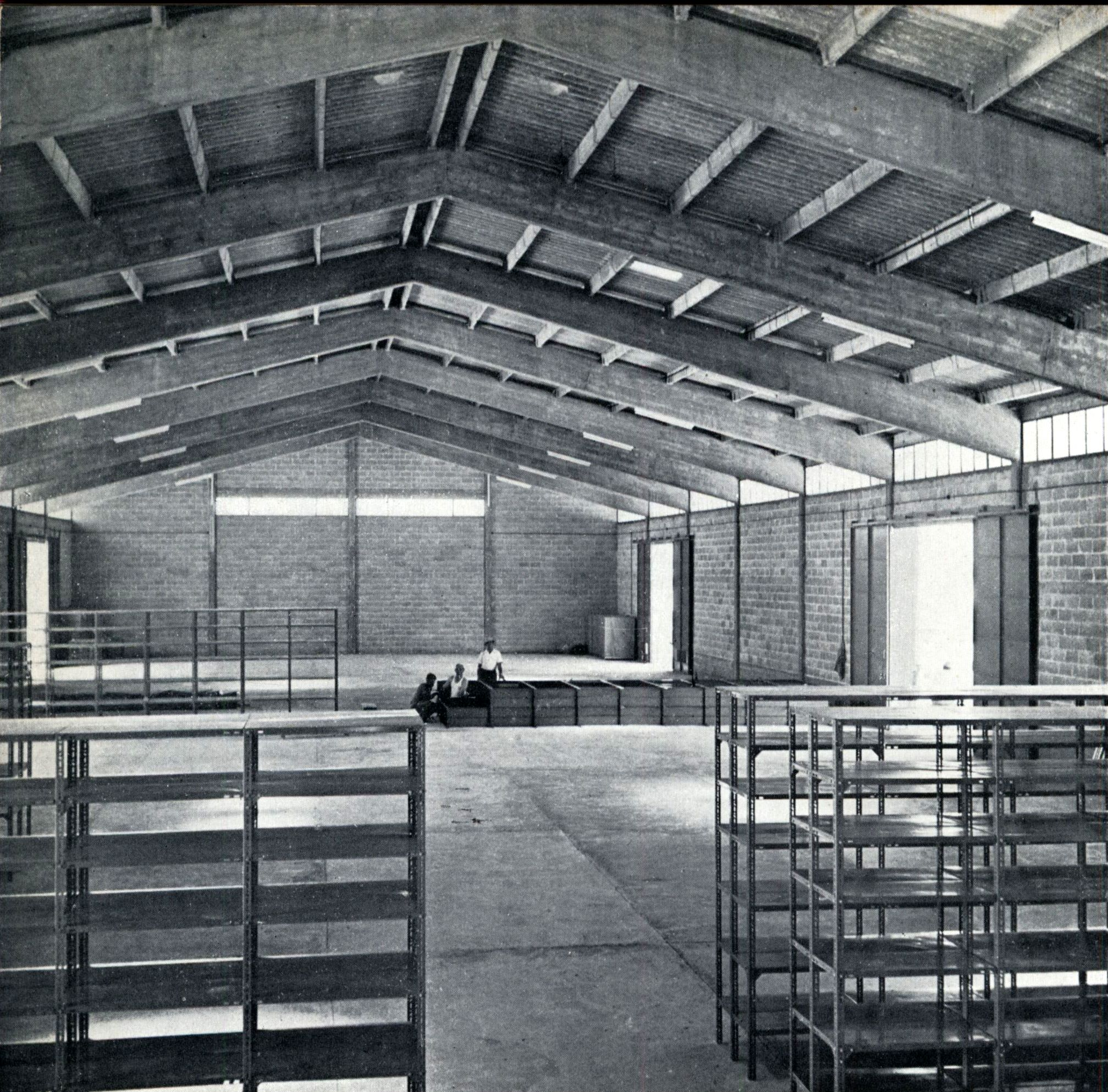
Bên trong một nhà kho

Đối với các nhà kho có chức năng thương mại cung cấp dịch vụ lưu trữ và bảo quản hàng hóa, đồ vật thì thường là các tòa nhà lớn được xây dựng ở các vùng đất rộng rãi, bằng phẵng, có không gian thoán và một số kho tàng thường (nhất là các kho chứa hàng hóa công nghiệp, hóa chất...) được chọn xây dựng đồng bằng ở các thị xã, ngoại ô thành phố. Hệ thống kho bãi được xây dựng theo kiến trúc khép kín để bảo vệ hàng hóa tránh khỏi mất mát, hao hụt
Hệ thống kho bãi thường được kết nối liên hoàn với các cảng biển, sân bay, các đầu mối giao thông để việc lưu thông hàng hóa thuận tiện hơn đặc biệt là ở các bến cảng để tải và dỡ bỏ các hàng hoá từ xe tải. Đôi khi kho được thiết kế để bốc xếp hàng hoá trực tiếp từ nhà ga đường sắt, sân bay, cảng biển. Một số quy định của các nước bắt buộc kho phải đảm bảo các điều kiện về phòng cháy và chữa cháy.
Ngày nay hệ thống kho đông lạnh (hay kho làm lạnh) ngày càng được sử dụng phổ biến để bảo quản sản phẩm nông nghiệp trong một thời gian nhất định (thay đổi từ một vài ngày và có thể kéo dài lên đến vài tháng) ở nhiệt độ thấp lạnh lưu trữ giúp loại bỏ các yếu tố gây ôi thiu, hư hỏng của hàng hóa cũng như duy trì chất lượng của hàng hóa từ sản xuất nông nghiệp. Các sản phẩm ăn được thường không được lưu trữ cho nhiều hơn một năm. Một số kho lạnh lưu trữ dễ hư hỏng sản phẩm đòi hỏi nhiệt độ lưu trữ thấp nhất là -25 độ c.

## Quy trình lưu kho
Quá trình lưu kho chủ yếu bao gồm:
- Nhận hàng
- Kiểm tra/Chấp nhận và cho lưu
- Lưu trữ, sắp xếp hàng hóa.
- Xuất kho, Gửi/Giao hàng tận nơi

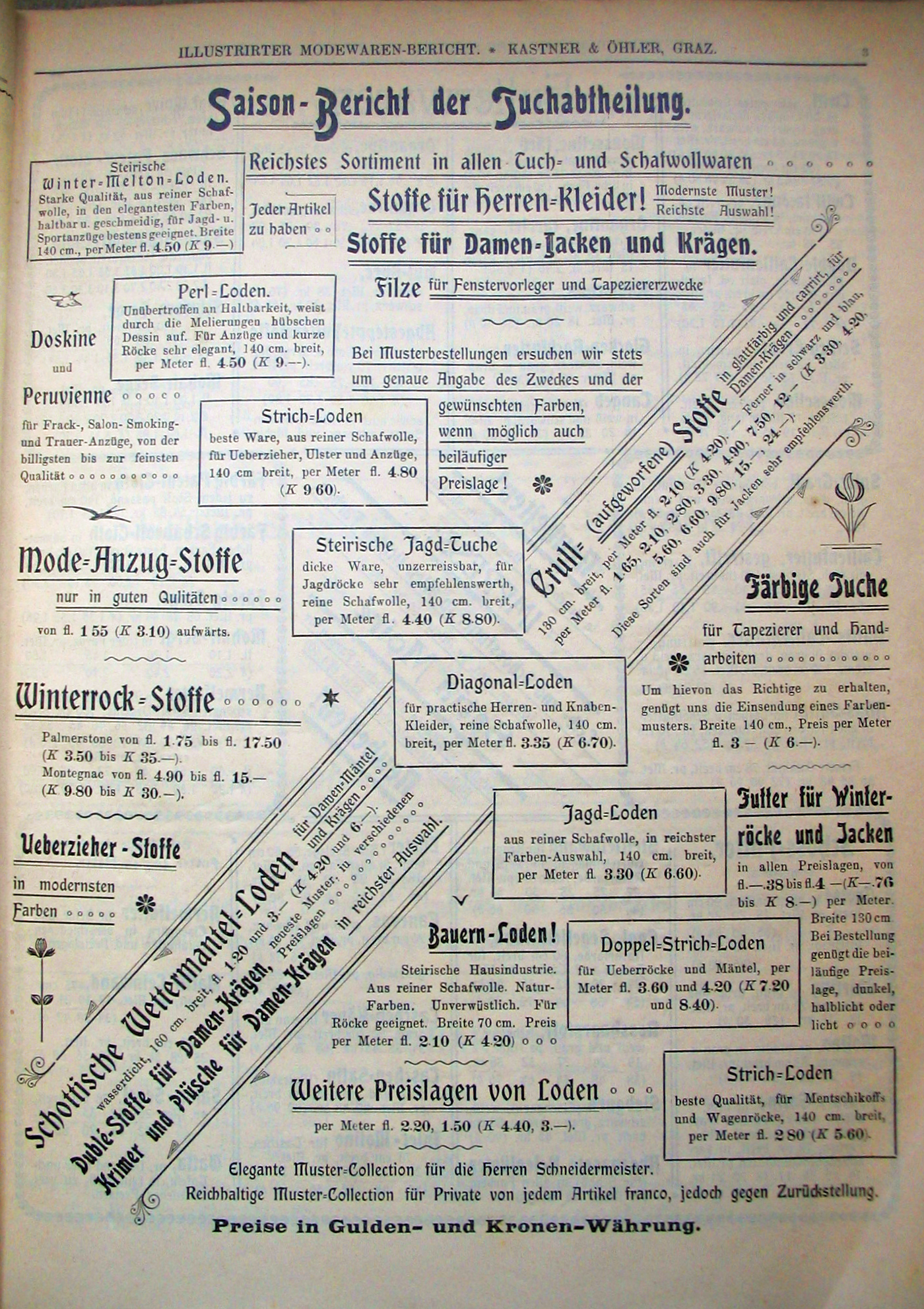
Chứng từ (biên bản) lưu kho

- Quản lý tồn kho (Kiểm tra số hàng hóa tại kho so với chứng từ thực tế)

Việc quản lý kho có thể được thực hiện hàng ngày, hàng tuần, hàng tháng hoặc hàng quý.